# Szah Mahmud
Szah Mahmud, pers. شاه محمود, (zm. w październiku 1459 roku) – efemeryczny władca z dynastii Timurydów, panujący w Chorasanie przez kilka miesięcy roku 1457.
Był synem Babura (1447 - 1457). W chwili śmierci ojca 22 marca 1457 roku miał zaledwie 11 lat i jego emirowie i urzędnicy natychmiast przystąpili do wykorzystywania sytuacji panowania małoletniego władcy na swoją korzyść. Potężny emir Szejch Abu Sa'id Kara Arslan nałożył podatek pogłówny (sarszumar) na mieszkańców  Heratu. W ciągu kilku dni udało mu się zebrać dużą sumę pieniędzy, którą podzielił pomiędzy siebie i Amira Szir Hadżdżiego. Jednocześnie wezyr Kulal Barkasz, współdziałając z nadzorcą urzędów religijnych (sadr) Ali Amirem Chodżą i przy poparciu Szejcha Abu Sa'ida najpierw przejął kontrolę nad dochodami fundacji religijnych, a następnie powiększył pogłówne dziesięciokrotnie. Próby wyegzekwowania tych nowych podatków doprowadziły do ruiny wiele rodzin i ucieczki ludzi z miasta. W tej sytuacji Amir Szir Hadżdżi zebrał znaczne siły, składające się także z kupców i plebsu Heratu, które w bitwie poza murami miasta pokonała oddziały Szejcha Abu Sa'ida i zabiły jego samego.
Po śmierci Szejcha Abu Sa'ida roszczenia do Heratu wysunął Sultan Ibrahim (1457 - 1458), syn Ala ad-Dauli (1447 - 1448). Obawiając się, że Sultan Ibrahim uzyska przewagę korzystając z kontaktu z potężną wdową po Szahruchu (1405 - 1447), Gouharszad, Amir Szir Hadżdżi uwięził ją. Ten sam los spotkał także Szaha Mahmuda, nad którym Amir Szir Hadżdżi chciał sprawować całkowitą kontrolę. Pomimo tego kiedy Sultan Ibrahim nadciągnął wraz ze znacznymi siłami, które udało mu się zebrać, Amir Szir Hadżdżi uciekł z Heratu wraz z Szahem Mahmudem. 31 maja 1457 roku do miasta wkroczył Sultan Ibrahim. Szah Mahmud przez pewien czas utrzymywał się w okolicach Tusu, by następnie znaleźć się w Gorganie, skąd został przepędzony przez władcę Kara Kojunlu Dżahanszaha (1438 - 1467). Zginął w Sistanie w październiku 1459 roku.